# 練気柔真法
練気柔真法（れんきじゅうしんほう）とは島田明徳によって創始された修練法。
自然の法則と調和した心身をつくることを目的とする。武道の根幹をなす極意を中枢として構築された達人養成システムであると称している。
陳式太極拳と合気道をベースとしている。

## 練気柔真法のシステム(四つの原理)
人間の心身機能を最大限に引き出すための要点として四つを挙げる。
1. 心身のリラックス
2. 身体中心の確保
3. 合理的身体運動
4. 呼吸力と気のパワー

- 心身のリラックス（重力感覚の養成）

　リラックスのためには自分の身体の重さを意識することが重要である。
　重力と調和した身体をつくるポイント
1. 沈肩墜肘
2. 含胸抜背
3. 鬆腰緩腹
4. 円‘月当’

- 身体中心の確保（中心力の養成）

　重心の位置を丹田におくことによって安定した姿勢が確保される。
　物体が安定するための3条件　
1. 基底面が広い。
2. 重心が低い。
3. 重い。

- 合理的身体運動（伸筋主導と重みの伝達）

　身体の中心から伸びるように伝わる伸筋の運動を重視する。筋力ではなく重みによる力。筋肉自体でパワーを出そうとするのではなく、筋肉は重みを伝える器官であるという認識。
　伸筋主導の身体づくりのポイント
1. イメージを使う。
2. 呼吸を使う。
3. 指を張り伸ばす。
4. 物を持つときは、手先の力を抜いて包み込むように持つ。
5. 伸筋群を意識する。

- 呼吸力と気のパワー（意識とエネルギーの集中）

　呼吸と運動を連動させることによって力を発揮することができる。
　気の成分
1. 遠赤外線（光）
2. 低周波（音）
3. 電磁気

　これら気の要素は血流と深く関係している。呼吸法で血流をコントロールし、気を練る。

## 練気武颯拳
武道としての練気柔真法。真の強さは脱力にあるとする。
技法
- 合気
- 発勁
- 化勁
- 打突法
- 蹴法
- 寝技